# Stephen Jay Gould
Stephen Jay Gould (10. září 1941 New York – 20. května 2002 tamtéž) byl americký zoolog židovského původu, paleontolog, evoluční biolog a historik vědy, jeden z nejpopulárnějších a nejčtenějších popularizátorů těchto oborů svojí generace.
Byl jedním ze spolutvůrců a nadšených propagátorů tzv. teorie přerušované rovnováhy, která značně modifikuje náhled evolučních biologů na evoluci a řeší některé zásadní rozpory mezi neodarwinismem a fosilními podklady. Jeho velkými konkurenty a názorovými rivaly byli Richard Dawkins či J. Philippe Rushton.
Mnoho svého úsilí věnoval boji proti různým vědeckým a pseudovědeckým směrům, které pokládaly základ různým teoriím o nadřazenosti a vyšších kvalitách té které rasy a kulturnímu útlaku. Vrcholem jeho snah bylo v tomto ohledu vydání knihy Jak neměřit člověka (The Mismeasure of Man), ostře napadající a zpochybňující některé základní práce a měření v oblasti lidské inteligence, z nichž rasistické, eugenické a elitářské teorie vycházejí.

## Život
Stephen Jay Gould se narodil v newyorském obvodu Queens 10. září 1941 do rodiny židovských imigrantů. Jeho otec Leonard pracoval jako transkriptor soudních záznamů a jeho matka Eleanor byla umělkyní, jejíž rodiče žili v Garment District. Když bylo Gouldovi pět let, vzal ho jeho otec do Amerického přírodovědného muzea, kde Gould poprvé spatřil kostru tyranosaura rexe. Tento zážitek jej inspiroval v kariérním směřování, rozhodl se stát paleontologem.
Gould studoval na Antioch College ve státě Ohio, kde se počátkem 60. let začal angažoval v afroamerickém hnutí za občanská práva.  Když za svého bakalářského studia navštívil Univerzitu v Leeds v Anglii, organizoval týdenní demonstrace proti pravidlu, jež znemožňovalo přijmout na univerzitu lidi tmavé barvy pleti. Tyto demonstrace během svého pobytu v Anglii organizoval tak dlouho, dokud pravidlo nebylo odstraněno.
Gouldovým hlavním subjektem vědeckého studia byli plži rodu Cerion z oblasti Karibského moře, zvláště pak z Bahamských ostrovů, a Poecilozonites z Bermudských ostrovů. V roce 1972 publikoval spolu s paleontologem a expertem na trilobity Nielsem Eldredgem významnou teorii přerušovaných rovnováh.
Mezi lety 1974 a 2001 přispíval každý měsíc do časopisu Natural History svými populárně vědeckými esejemi, v nichž širší veřejnosti přibližoval plejádu témat, jež řešila evoluční biologie a paleontologie. Jeho sloupek nesl název This View of Life. V roce 1984 pak americká televizní stanice PBS natočila hodinový dokument o Gouldově vědecké a popularizační práci, nazvaný Stephen Jay Gould: This View of Life. Gould napsal 300 esejí pro časopis Natural History, jež byly každých několik let vydány jako samostatné knižní album, počínaje knihou Ever Since Darwin v roce 1977.
Ačkoliv vyrůstal v židovské rodině, považoval se Gould za agnostika. Jeho otec byl také marxista. Gould prohlásil, že politicky nebyl ve stejné pozici, jako jeho otec, a v úvodu své první knihy Ever Since Darwin zmiňuje, že o politice hovoří pouze tehdy, dochází-li k její intersekci s oborem, v němž pracoval, tedy s evoluční biologií. Politicky jej velmi ovlivnila kniha sociologa C. Wrighta Millse The Power Elite a knihy Noama Chomského. David F. Prindle píše v publikaci Stephen Jay Gould and the Politics of Evolution, že Gould byl "moderní liberál", nikoliv marxista. Ve své eseji Kropotkin Was No Crackpot z roku 1997 uvádí Gould, že závěry geografa a darwinisty Petra Kropotkina o důležitosti kooperace a vzájemné pomoci na vnitrodruhové úrovni byly v podstatě správné.
Roku 1997 zavedl termín NOMA týkající se oddělených oblastí působnosti vědy a náboženství.
Stephen Jay Gould zemřel 20. května 2002 na rakovinu plic, která se mu v průběhu let rozšířila do jater, sleziny a v poslední fázi také do mozku. Předtím, než Gould zemřel, vyšla jeho rozsáhlá publikace The Structure of Evolutionary Theory. Rok poté, v roce 2003, odvysílala stanice PBS dokumentární cyklus Race: The Power of an Illusion, ve kterém Stephen Jay Gould vystupoval na základě své práce shrnuté v knize Jak neměřit člověka.

## Kritika
Ve své knize Jak neměřit člověka (The Mismeasure of Man) ostře napadá některé základní práce a měření v oblasti lidské inteligence. Např. o měření obsahu lebek, které prováděl Samuel George Morton, Gould napsal: „Morton měří pomocí semínek a bere do ruky nebezpečně velkou černošskou lebku. Zlehka ji naplní a ledabyle zatřese. V dalším případě se mu ovšem dostane do ruky znepokojivě malá lebka bělocha: pořádně zatřepe a palcem ještě přitlačí na foramen magnum. Takové věci se stávají i bez vědomé motivace.“
John Michael provedl přeměření reprezentativního vzorku Mortonova souboru lebek a uvádí, že i přes drobná pochybení jsou výsledky Mortonových měření v zásadě přesné, naproti tomu samotný Gould se při své práci dopustil řady chyb. Další přeměření, které provedl Jason E. Lewis a jeho tým, a bylo publikováno v roce 2011, taktéž ukázalo, že Mortonova měření byla provedena správně. Autoři studie Goulda navíc kritizovali, že se nechal při analýze dat ovlivnit vlastními předsudky. V roce 2018 antropolog Paul Wolff Mitchell publikoval analýzu Mortonových původních nepublikovaných dat, která Gould ani pozdější komentátoři neměli možnost do svých analýz zahrnout. Mitchell na nových datech ukázal, že Mortonova metoda měření obsahu lebek byla objektivní a kritika ze strany Goulda nebyla v tomto ohledu oprávněná. Naopak ovšem potvrzuje Gouldovo tvrzení, že Mortonovy rasové předsudky ovlivnily způsob, jakým svá měření interpretoval a prezentoval.
Gould také rozporuje existenci korelace mezi IQ a velikostí mozku, ačkoliv je tato vědci v dané oblasti obecně přijímána (korelace mezi IQ a velikostí mozku je při použití standardních IQ testů jako je WAIS kolem 0,33). Na tomto trval i po četných upozorněních na rozpor se stavem výzkumu (před. po širokém rozšíření MRI).
Ve své knize Mismeasure of Man také útočí na koncept a existenci psychometrického g, ačkoliv je toto v rozporu s mainstreamovou psychologií. Zpochybňuje dědičnost IQ, popř. g. Moderní psychologie však uznává vysokou dědičnost IQ a g v dospělosti (kolem 75 % rozdílů v IQ vlivem dědičnosti a u g dokonce kolem 80 %), přičemž vliv výchovy v rodině je v dospělosti nulový.
Podle ekonoma Paula Krugmana nebyl Gould popularizátorem v pravém slova smyslu, protože místo snahy přiblížit práci vědecké komunity veřejnosti prosazoval své vlastní, odlišné myšlenky. Podle biologa Bernarda Davise se v populární knize Jak neměřit člověka Gould snaží „zdiskreditovat vědecké zkoumání tam, kde je v konfliktu s politickým dogmatem“. Gould nicméně ve 2. edici Jak neměřit člověka připomíná, že Davisova kritika byla publikována v časopise The Public Interest, což bylo neokonzervativní médium. Gould označil Davisův útok na knihu za "směšný", a uvedl, že navzdory doporučením Noama Chomského a Salvadoria Lurii se rozhodl na Davisovu kritiku reagovat. Podotkl také, že Davis četl jen pár recenzí na knihu Jak neměřit člověka, pravděpodobně jen v časopisech jemu sympatických či které mu poslali přátelé podobného (konzervativního) politického smýšlení.

## Knihy
- Vědecké práce
  - Ontogeny and Phylogeny (Harvard University Press, 1977)
  - Time's Arrow, Time's Cycle (Harvard University Press, 1988), ISBN 0-674-89198-8
  - The Structure of Evolutionary Theory (Harvard University Press, 2002), ISBN 0-674-00613-5

- Pro širokou veřejnost
  - The Mismeasure of Man (1981; revised 1996) - česky vyšlo jako Jak neměřit člověka
  - Wonderful Life (W. W. Norton, 1989), ISBN 0-393-02705-8
  - Full House: The Spread of Excellence From Plato to Darwin (Harmony Books, 1996), ISBN 0-517-70394-7
  - Questioning the Millennium: A Rationalist's Guide to a Precisely Arbitrary Countdown (Harmony, 1997); také v druhém rozšířeném vydání (Harmony, 1999), ISBN 0-609-60541-0
  - Rocks of Ages: Science and Religion in the Fullness of Life (Ballantine Books, 1999), ISBN 0-345-43009-3
  - The Hedgehog, the Fox, and the Magister's Pox: Mending the Gap Between Science and the Humanities (Harmony, 2003), ISBN 0-609-60140-7

- Sbírky esejí z Natural History
  - Ever Since Darwin: Reflections in Natural History (Norton, 1977), ISBN 0-393-06425-5
  - The Panda's Thumb: More Reflections in Natural History (Norton, 1980), ISBN 0-393-01380-4, česky vyšlo jako Pandin palec.
  - Hen's Teeth and Horse's Toes: Further Reflections in Natural History (Norton, 1983), ISBN 0-393-01716-8
  - The Flamingo's Smile (Norton, 1985), 0-393-02228-5
  - Bully for Brontosaurus (Norton, 1991), ISBN 0-393-02961-1
  - Eight Little Piggies (Norton, 1994), ISBN 0-393-03416-X
  - Dinosaur in a Haystack (Harmony, 1995), ISBN 0-517-70393-9, česky vyšlo jako Dinosauři v kupce sena.
  - Leonardo's Mountain of Clams and the Diet of Worms (Harmony, 1998), ISBN 0-609-60141-5
  - The Lying Stones of Marrakech (Harmony, 2000), ISBN 0-609-60142-3, česky vyšlo jako Lživé kameny z Marrákeše.
  - I Have Landed: The End of a Beginning in Natural History (Harmony, 2001), ISBN 0-609-60143-1

- Jiné sbírky esejí
  - An Urchin in the Storm (Norton, 1987), ISBN 0-393-02492-X
  - Triumph and Tragedy in Mudville: A Lifelong Passion for Baseball (Norton, 2003), ISBN 0-393-05755-0